# Девід Дюк
Де́від Е́рнест Дюк (англ. David Ernest Duke) (нар. 1 липня 1950, Тулса, Оклахома)  – американський політик, прибічник ідей білого націоналізму і верховернства білих, заперечувач Голокосту.
Керівник Організації Американсько-Європейської Єдності, колишній депутат палати представників штату Луїзіана, неодноразово висувався кандидатом на посаду президента США. Дотримується праворадикальних поглядів, у 1970-их роках був головою місцевого Ку-клукс-клану. У двадцять років Девід Дік очолив Білий Юнацький Альянс.
Виступає за заборону імміграції та добровільну расову сегрегацію в США. Американська антидефамаційна ліга та деякі інші організації звинувачують його у расизмі та антисемітизмі.
У 1990 році синдикований колумніст Джек Андерсон стверджував що Дік зробив «усе можливе, щоб мати кращий вигляд перед виборцями, в тому числі за допомогою пластичної хірургії». Дюк приєднався до Партії реформ у 1999 році та покинув її після виборів.

## Девід Дюк і Україна
Викладав та співпрацював з українським  МАУП. У вересні 2005 року здобув ступінь кандидата наук з історії. Його докторська дисертація називалася «Сіонізм як форма етнічного панування».

## Твори
- Як ізраїльський тероризм і американська зрада спричинилися до атак 11 вересня Надруковано в журналі «Персонал». 2007.— № 3-4
- David Duke. My Awakening: A Path to Racial Understanding[en]. Free Speech Press, 1998 - 717 p.
- Дэвид Дюк. «Еврейский вопрос глазами американца: мое исследование сионизма». Предисловие Борис Миронов. Издательство «Свобода слова», Ковингтон (Луизиана). Москва · 2001. 366 с. [Архівовано 18 липня 2011 у Wayback Machine.] ISBN 1-892796-00-9
- Дэвид Дюк. «Еврейский вопрос глазами американца: мое исследование сионизма». Передмова: Олександр Сизоненко. Очима старого солдата. МАУП 2002 р. 360 с. : ил. - Библиогр.: с. 332-356. ISBN 966-608-179-2
- Дэвид Дюк. Еврейский вопрос глазами американца: моё исслед. - Киев: Оріяни, 2002. - 284, [1] с. - Библиогр.: с. 265-284. - ISBN 966-7373-73-8